# Onthophagus apicetinctus
Onthophagus apicetinctus là một loài bọ cánh cứng trong họ Bọ hung (Scarabaeidae).